# Pölitz
Pölitz er en by og kommune i det nordlige Tyskland, beliggende Amt Bad Oldesloe-Land under Kreis Stormarn. Kreis Stormarn ligger i den sydøstlige del af delstaten Slesvig-Holsten.

## Geografi
Pölitz ligger ca syv km syd for Bad Oldesloe, ca. 32 km nordøst for Hamborg og 20 km sydvest for Lübeck. Motorvejen A1 går gennem kommunen.